# Pleuridium acuminatum
Pleuridium acuminatum là một loài rêu trong họ Ditrichaceae. Loài này được Lindb. mô tả khoa học đầu tiên năm 1863.